# La Brosse-Montceaux
La Brosse-Montceaux è un comune francese di 716 abitanti situato nel dipartimento di Senna e Marna nella regione dell'Île-de-France.

## Società

### Evoluzione demografica
Abitanti censiti